# 乔纳森·麦基
乔纳森·麦基（英語：Jonathan McKee，1959年12月19日—），美国前男子帆船运动员。他曾代表美国参加1984年和2000年夏季奥林匹克运动会帆船比赛，获得一枚金牌和一枚铜牌。